# 1500年
| 千纪： | 2千纪 |
| 世纪： | 14世纪 \| 15世纪 \| 16世纪                                                                                 |
| 年代： | 1470年代 \| 1480年代 \| 1490年代 \| 1500年代 \| 1510年代 \| 1520年代 \| 1530年代                           |
| 年份： | 1495年 \| 1496年 \| 1497年 \| 1498年 \| 1499年 \| 1500年 \| 1501年 \| 1502年 \| 1503年 \| 1504年 \| 1505年 |
| 纪年： | 庚申年（猴年）；明弘治十三年；越南景統三年；日本明應九年                                                   |

公元 1500 年是儒略歷從星期三開始的閏年。 1500 年在公曆中不是閏年。
這一年對許多歐洲的基督徒來說是非常重要的一年，他們認為這一年是世界末日的開始。他們相信世界末日即將發生是基於一句話“Half-time after the time”，這是出自啟示錄，被視為指的是 1500年。
從歷史上看，1500 年也經常被認定為標誌著中世紀的結束和早期現代的開始。
1500年年底標誌著2千紀的中間點，因為它前有 500 年後有 500 年。

## 大事记

### 1-6月
- 1月5日 - 盧多維科·斯福爾扎公爵奪回了米蘭，但很快就又被法蘭西驅逐。
- 1月26日 - 西班牙航海家比森特·亞涅斯·平松抵達了巴西殖民地的北部海岸。
- 2月17日 - 黑明施泰特戰役：卡爾瑪聯盟的丹麥軍隊未能征服農民共和國迪特馬爾申。
- 3月9日——葡萄牙國王曼努埃尔一世派遣佩德羅·阿爾瓦雷斯·卡布拉爾前往印度。
- 4月22日——葡萄牙航海家佩德羅·阿爾瓦雷斯·卡布拉爾為躲避非洲赤道無風區，向西南方向前進，偶然之下發現巴西，並取名叫「聖十字架之地」（Terra de Vera Cruz），即現在巴西巴伊亞州塞古魯港。
- 5月24日——佩德羅·阿爾瓦雷斯·卡布拉爾的船隊在好望角海域遭遇了風暴，好望角發現者巴爾托洛梅烏·迪亞士亦在船隊中，戲劇性地於使其成名的地點葬身海底。
- 喬凡尼·斯福爾扎被前妻魯克蕾齊亞·波吉亞之兄切薩雷·波吉亞逐出佩薩羅。
- 法國國王路易十二与亞拉岡国王斐迪南二世签订格拉纳达条约，瓜分那不勒斯王國。
- 烏茲別克可汗穆罕默德·昔班尼攻下帖木兒帝國的首都撒馬爾罕，建立作為布哈拉汗國開端的昔班尼王朝。
- 马里衰。

### 7-12月
- 7月14日 - 維德羅沙戰役：莫斯科大公國擊敗了立陶宛大公國和波蘭王國王冠領地。
- 8月 - 奧斯曼-威尼斯戰爭：凱末爾·雷斯帶領奧斯曼帝國海軍在第二次勒班陀戰役中擊敗了威尼斯共和國。土耳其人還佔領了莫東（Modon）和科隆（Coron）。
- 8月10日——佩德羅·阿爾瓦雷斯·卡布拉爾旗下的第奧古·迪亞士（巴爾托洛梅烏·迪亞士的兄弟）船長與主艦隊失散，於聖勞倫斯日無意間發現一片陸地，故將其命名為「聖勞倫斯」，即今天的馬達加斯加島。
- 11月11日 - 格拉納達條約：法蘭西國王路易十二和阿拉貢的費爾南多二世同一瓜分那不勒斯王國。
- 11月16日——日本明應年間，後柏原天皇即位。
- 12月24日 - 聖喬治的城堡圍城戰役結束了，凱法利尼亞島被威尼斯-西班牙聯合艦隊佔領。
- 12月31日 - 最後一個搖籃本在威尼斯印刷。
- 西班牙探險家到達哥倫比亞，通過戰爭、勞役、戰利品和疾病征服了奇布查人。

### 不確定日期
- 歐洲人口約為5670萬。
- 德意志東部薩克森邦的安娜貝格-布赫霍爾茨鎮開始鑄造名金幣。

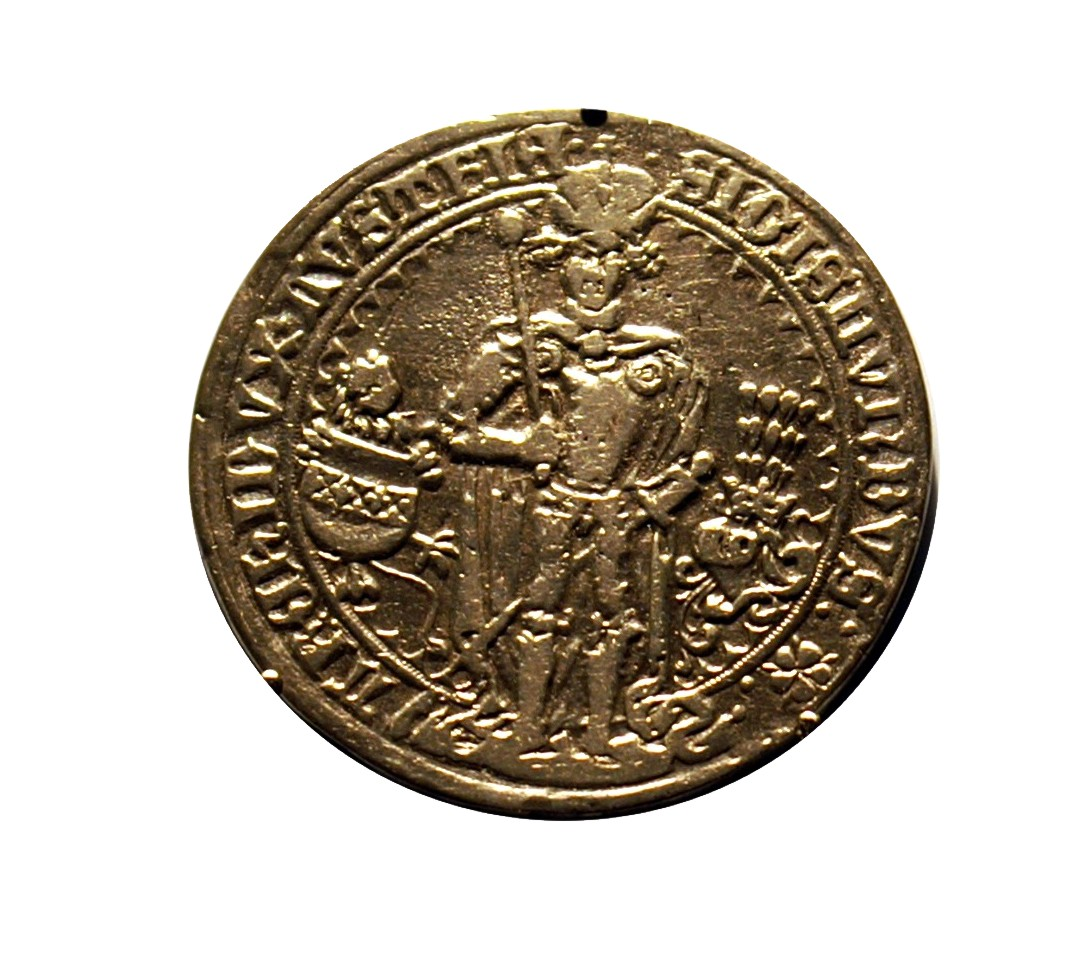
Guldengroschen

- 據認為，英國的最後一匹狼被殺，使該物種從此在該國滅絕；這匹狼是坎布里亞的Allithwaite小村莊裡被捕殺。然而，直到 18 世紀，北方農村地區還是傳出目擊過狼的事件和有關狼賞金的報導。
- 一群紐西蘭的毛利人東移到查塔姆群島，形成莫里奧里人。

## 各国领袖

### 非洲
- 埃塞俄比亚 - 纳奥德，埃塞俄比亚皇帝，1494年－1508年
  - 阿达利苏丹国 - 穆罕默德·伊本·爱资哈尔丁，阿达利苏丹国苏丹，1488年－1518年
- 埃及
  1. 查希尔·坎苏，马木路克苏丹，1498年－1500年
  2. 阿什拉夫·詹巴拉特，马木路克苏丹，1500年－1501年
- 摩洛哥 - 阿布·扎卡里亚·穆罕默德·塞义赫·马赫迪，摩洛哥苏丹，1472年－1505年
- 刚果王国 - 若昂一世，刚果国王，1470年－1509年
- 桑海帝国 - 阿斯基亚·穆罕默德一世，桑海帝国国王，1493年－1528年
- 布干达 - 基加拉，布干达国王，约1474年－约1501年
- 贝宁王国 - 奥佐鲁阿，贝宁国王，1480年－1504年
- 马里王国 - 曼萨·马哈茂德二世或曼萨·马哈茂德三世（具体是谁无法确定），马里国王，具体在位时间不详

### 美洲
- 阿兹台克帝国 - 阿维特佐特尔，阿兹台克国王，1486年－1502年
- 特克斯科科 - 内扎瓦尔皮利，特克斯科科国王，1472年－1515年
- 印加帝国 - 瓦伊纳·卡帕克，印加国王，1493年－1527年

### 亞洲
- 中國（明朝）- 明孝宗朱祐樘，明朝皇帝，1487年－1505年
- 朝鮮（朝鮮王朝）- 燕山君李隆，朝鲜国王，1494年－1506年
- 日本
  1. 后土御门天皇，日本天皇，1464年－1500年
  2. 后柏原天皇，日本天皇，1500年－1526年
- 琉球 - 尚真，琉球国王，1478年－1526年
- 越南（后黎朝）- 黎宪宗，大越皇帝，1497年－1504年
- 瀾滄王國（老挝）- 孫普，南掌国王，1496年－1501年
- 缅甸
  - 阿瓦王朝 - 明恭二世，阿瓦国王，1481年－1502年
  - 东吁王朝 - 明吉瑜，东吁国王，1486年－1531年
  - 勃固（孟族）- 频耶兰二世，勃固国王，1492年－1526年
  - 阿拉干 - 沙林伽都，阿拉干国王，1494年－1501年
- 暹罗 - 拉玛铁菩提二世，暹罗国王，1491年－1529年
- 清迈 - 芒克沙，清迈国王，1495年－1538年
- 柬埔寨 - 斯雷·索空托·巴特，柬埔寨国王，1486年－1512年
- 东爪哇 - 罗纳韦查耶，东爪哇国王，1486年－1516年
- 马六甲王国 - 马末沙，马六甲国王、苏丹，1488年－1511年
- 亚齐苏丹国 - 阿里·莫哈耶沙阿，亚齐苏丹，1496年－1528年
- 吉打 - 穆罕默德·吉瓦·扎因·阿比丁一世，吉打苏丹，1472年－1506年
- 彭亨 - 曼苏尔一世，彭亨苏丹，1475年－1519年
- 印度
  - 德里苏丹国 - 西坎达尔·罗第，德里苏丹，1489年－1517年
  - 古吉拉特 - 马哈茂德沙阿一世，古吉拉特苏丹，1458年－1511年
  - 巴赫曼尼苏丹国 - 穆罕默德沙阿四世，巴赫曼尼苏丹，1482年－1518年
  - 贝拉尔苏丹国 - 法特赫-阿拉·伊马德·乌尔-穆尔克，贝拉尔苏丹，1490年－1504年
  - 比德尔苏丹国 - 卡西姆沙阿一世，比德尔苏丹，1492年－1504年
  - 比贾布尔苏丹国 - 优素福·阿迪勒沙阿，比贾布尔苏丹，1490年－1510年
  - 艾哈迈德讷格尔 - 艾哈迈德沙阿一世，艾哈迈德讷格尔统治者，1490年－约1509年
  - 孟加拉 - 阿拉丁·侯赛因，孟加拉苏丹，1494年－1518年
  - 摩腊婆
    1. 吉亚特赫沙阿，摩腊婆苏丹，1469年－1500年
    2. 纳斯尔沙阿，摩腊婆苏丹，1500年－1511年

  - 信德 - 菲鲁兹·萨拉赫·乌德-丁，信德苏丹，1492年－1521年
  - 木尔坦 - 侯赛因·兰加赫，木尔坦国王，1456年－1502年
  - 奥里萨 - 普罗陀婆楼陀罗，奥里萨国王，1497年－1540年
  - 毗奢耶那伽罗帝国 - 伊摩底·那罗辛诃，毗奢耶那伽罗国王，1491年－1505年
- 斯里兰卡 - 帕拉拉贾西卡兰六世，斯里兰卡国王，1478年－1519年
- 撒马尔罕 - 苏丹·阿里·米尔扎，撒马尔罕统治者，1495年－1500年 
  - 乌兹别克人 - 穆罕默德·昔班尼，乌兹别克汗，1500年－1510年
- 赫拉特 - 侯赛因·贝伊卡拉赫，赫拉特统治者，1469年－1506年
- 白羊王朝 - 穆拉德·伊本·雅各布或阿勒万·伊本·优素福或穆罕默德·米尔扎·伊本·优素福，白羊王朝国王，1499年－1501年
- 格鲁吉亚
  - 卡尔特利 - 康斯坦丁二世，卡尔特利国王，1490年－1505年
  - 卡赫蒂 - 亚历山大一世，卡赫蒂国王，1476年－1511年
  - 伊梅雷蒂 - 亚历山大二世，伊梅雷蒂国王，1483年－1510年

### 歐洲
- 教皇国 - 亚历山大六世，天主教教宗，1492年－1503年
- 奥斯曼帝国 - 巴耶塞特二世，奥斯曼帝国苏丹，1481年－1512年
  - 克里米亚 - 缅格里·格莱，克里米亚汗，1468年－1515年
- 西班牙
  - 卡斯蒂利亚 - 伊莎贝拉一世，卡斯蒂利亚国王，1474年－1504年
  - 阿拉贡 - 斐迪南二世，阿拉贡国王，1479年－1516年
- 葡萄牙 - 曼努埃尔一世，葡萄牙国王，1495年－1521年
- 法国 - 路易十二，法国国王，1498年－1515年
- 勃艮第 - 腓力四世，勃艮第公爵，1482年－1506年
- 英格兰 - 亨利七世，英格兰国王，1485年－1509年
- 苏格兰 - 詹姆斯四世，苏格兰国王，1488年－1513年
- 波兰 - 约翰一世·奥尔布拉赫特，波兰国王，1492年－1501年
  - 条顿骑士团 - 腓特烈，条顿骑士团大首领，1498年－1510年
- 立陶宛 - 亚历山大，立陶宛大公，1492年－1505年
- 利窝尼亚骑士团 - 沃尔特·冯·普莱滕贝格，利窝尼亚骑士团大首领，1494年－1535年
- 俄罗斯
  - 莫斯科大公国 - 伊凡三世，莫斯科大公，1462年－1505年
  - 梁赞
    1. 伊凡四世·瓦西里耶维奇，梁赞大公，1483年－1500年
    2. 伊凡五世·伊凡诺维奇，梁赞大公，1500年－1521年

  - 诺夫哥罗德-谢韦尔斯基 - 瓦西里·伊万诺维奇·舍米亚金，诺夫哥罗德-谢韦尔斯基公爵，1500年－1523年
  - 喀山汗国 - 阿卜杜勒-利亚季夫，喀山汗，1496年－1502年
- 神圣罗马帝国 - 马克西米连一世，神圣罗马帝国皇帝，1493年－1519年
  - 波希米亚 - 弗拉迪斯拉夫四世，波希米亚国王，1471年－1516年
  - 萨克森
    - 恩斯特系 - 腓特烈三世，萨克森选侯，1486年－1525年
    - 阿尔布雷希特系
      1. 阿尔布雷希特五世，萨克森公爵，1486年－1500年
      2. 乔治，萨克森公爵，1500年－1539年

  - 巴伐利亚
    - 巴伐利亚-兰茨胡特 - 格奥尔格，巴伐利亚-兰茨胡特公爵，1479年－1503年
    - 巴伐利亚-慕尼黑 - 阿尔布雷希特四世，巴伐利亚-慕尼黑公爵，1460年－1508年

  - 普法尔茨 - 菲利普，普法尔茨选侯，1476年－1508年
  - 勃兰登堡 - 约阿希姆一世，勃兰登堡选帝侯，1499年－1535年
  - 不伦瑞克
    - 不伦瑞克-格鲁本哈根 - 亨利四世，不伦瑞克-格鲁本哈根公爵，1464年－1526年
    - 不伦瑞克-吕讷堡 - 亨利七世，不伦瑞克-吕讷堡公爵，1471年－1521年
    - 不伦瑞克-沃尔芬比特尔 - 亨利一世，不伦瑞克-沃尔芬比特尔公爵，1495年－1514年

  - 符腾堡 - 乌尔里希，符腾堡公爵，1498年－1519年
  - 梅克伦堡 - 
    1. 马格努斯二世，梅克伦堡-什未林公爵， 1477年－1503年
    2. 巴尔塔萨，梅克伦堡-什未林公爵，1477年－1507年

  - 巴登 - 克里斯托夫一世，巴登藩侯，1475年－1515年
  - 黑森
    - 黑森-卡塞尔 - 威廉二世，黑森-卡塞尔伯爵，1493年－1509年
    - 黑森-马尔堡 - 威廉三世，黑森-马尔堡伯爵，1483年－1500年

  - 拿骚
    - 拿骚-威斯巴登-伊德施泰因 - 阿道夫三世，拿骚-威斯巴登-伊德施泰因伯爵1480年－1511年
    - 拿骚-魏尔堡 - 路德维希一世，拿骚-魏尔堡伯爵，1492年－1523年
    - 拿骚-萨尔布吕肯 - 约翰·路德维希一世，拿骚-萨尔布吕肯伯爵，1472年－1545年
    - 拿骚-迪伦堡 - 恩格尔贝特二世，拿骚-迪伦堡伯爵，1473年－1504年
    - 拿骚-拜尔施泰因 - 约翰二世，拿骚-拜尔施泰因伯爵，1499年－1513年

  - 安哈尔特
    - 安哈尔特-德绍
      1. 恩斯特，安哈尔特-德绍亲王，1474年－1516年
      2. 格奥尔格二世，安哈尔特-德绍亲王，1474年－1509年

    - 安哈尔特-科滕 - 瓦尔德马六世，安哈尔特-科滕亲王，1474年－1508年

  - 奥尔登堡
    1. 阿道尔夫，奥尔登堡伯爵，1483年－1500年
    2. 约翰十四世，奥尔登堡伯爵，1500年－1526年

  - 霍亨索伦 - 埃特尔·弗里德里希二世，霍亨索伦伯爵，1488年－1512年
- 威尼斯共和国 - 阿戈斯蒂诺·巴尔巴里戈，威尼斯总督，1486年－1501年
- 萨伏依 - 菲利贝托二世，萨伏依公爵，1497年－1504年
- 曼托瓦 - 弗朗切斯科二世，曼托瓦侯爵，1484年－1519年
- 米兰（两君对立）
  1. 路多维科·斯福尔扎，米兰公爵，1494年－1499年，1500年
  2. 路易十二，米兰公爵，1499年－1511年
- 那不勒斯王国，腓特烈一世，那不勒斯国王，1496年－1501年
- 西西里王国，斐迪南二世，西西里国王，1479年－1516年
- 费拉拉和摩德纳 - 埃尔科莱一世，费拉拉和摩德纳公爵，1471年－1505年
- 匈牙利 - 乌拉斯洛二世，匈牙利国王，1490年－1516年
- 纳瓦拉 - 胡安三世，纳瓦拉国王，1484年－1516年
- 卡尔马联合 - 汉斯，丹麦、瑞典和挪威国王
- 瓦拉几亚 - 拉杜四世，瓦拉几亚大公，1495年－1508年
- 摩尔多瓦 - 斯特凡三世，摩尔多瓦大公，1457年－1504年
- 摩纳哥 - 让二世，摩纳哥领主，1494年－1505年
- 医院骑士团 - 皮埃尔·德·奥布松，医院骑士团大首领，1476年－1503年

## 出生
- 2月24日——查理五世，西班牙国王、神圣罗马帝国皇帝、西西里国王、那不勒斯国王（1558年逝世）

## 逝世
- 5月24日 —巴爾托洛梅烏·迪亞士，葡萄牙貴族和著名航海家，1487年帶領船隊航行至非洲大陸最南端並發現好望角。
- 10月21日 —後土御門天皇
- 陈献章，明代思想家（1428年出生）